# Tóth Piroska (agrármérnök)
Tóth Piroska (Csürülye, 1918. május 12. – Kolozsvár, 1981. március 2.) erdélyi magyar agrármérnök, Tóth Samu (1918) felesége.

## Életútja
1953-ban végzett a kolozsvári Mezőgazdasági Akadémián, azt követően a Mezőgazdasági és Erdészeti Állami Könyvkiadónál dolgozott szerkesztőként. 1962-ben, amikor a magyar nyelvű mezőgazdasági szakirodalom visszaszorítása és a kiadó magyar részlegének leépítése elkezdődött, agrármérnöki diplomája alapján áthelyezték a termelésbe: üzemvezető mérnök volt többek közt Récekeresztúron, Székelykocsárdon, Torockón, Kobátfalván. 1976-ban nyugdíjazták.

## Munkássága
Több mint ötven mezőgazdasági ismeretterjesztő és szakkönyvet szerkesztett, 18-at fordított, köztük P. Dobrotă A kaktusz (Bukarest, 1975), Angelo Miculescu A mezőgazdasági termelés koncentrációja és szakosítása (Nagy Miklóssal, Bukarest, 1975) c. könyveit. Emellett egyetlen önálló kötete jelent meg, a Pap Gézával közös Tudod-e? Kérdések és feleletek a természettudományok és a technika köréből (Péterfi István előszavával, Bukarest, 1960, 2. bővített kiadás Bukarest, 1962).